# Great Lakes Shipwreck Museum
Le Great Lakes Shipwreck Museum est situé à la station du phare de Whitefish Point (Whitefish Point), à 18 km au nord de Paradise, dans le Comté de Chippewa, dans l'État américain du Michigan.
La propriété du phare a été transférée à la Great Lakes Shipwreck Historical Society (GLSHS), à la Société nationale Audubon et à l'United States Fish and Wildlife Service (USFWS) en 1996. Les trois entités partagent la gouvernance du site. Le musée est exploité par le GLSHS. Le musée expose des artefacts provenant d'épaves de la Whitefish Point Underwater Preserve (en) et la cloche de l'épave du minéralier SS Edmund Fitzgerald. L'entrée au musée comprend une visite des bâtiments historiques avec des expositions qui interprètent l'histoire maritime des Grands Lacs, de l'United States Coast Guard et de l'United States Life-Saving Service.

## Complexe muséal
Depuis 1984, le GLSHS a reçu de nombreuses subventions utilisées pour restaurer ou rénover des bâtiments historiques de la station du phare de Whitefish Point, classé au registre national des lieux historiques  pour l'interprétation de l'histoire maritime des Grands Lacs, de l'USCG et du US Life-Saving Service. La plupart des bâtiments sont ouverts au public avec un droit d'entrée au musée. Le complexe muséal comprend à la fois les structures modernes et historiques.

## Structures modernes

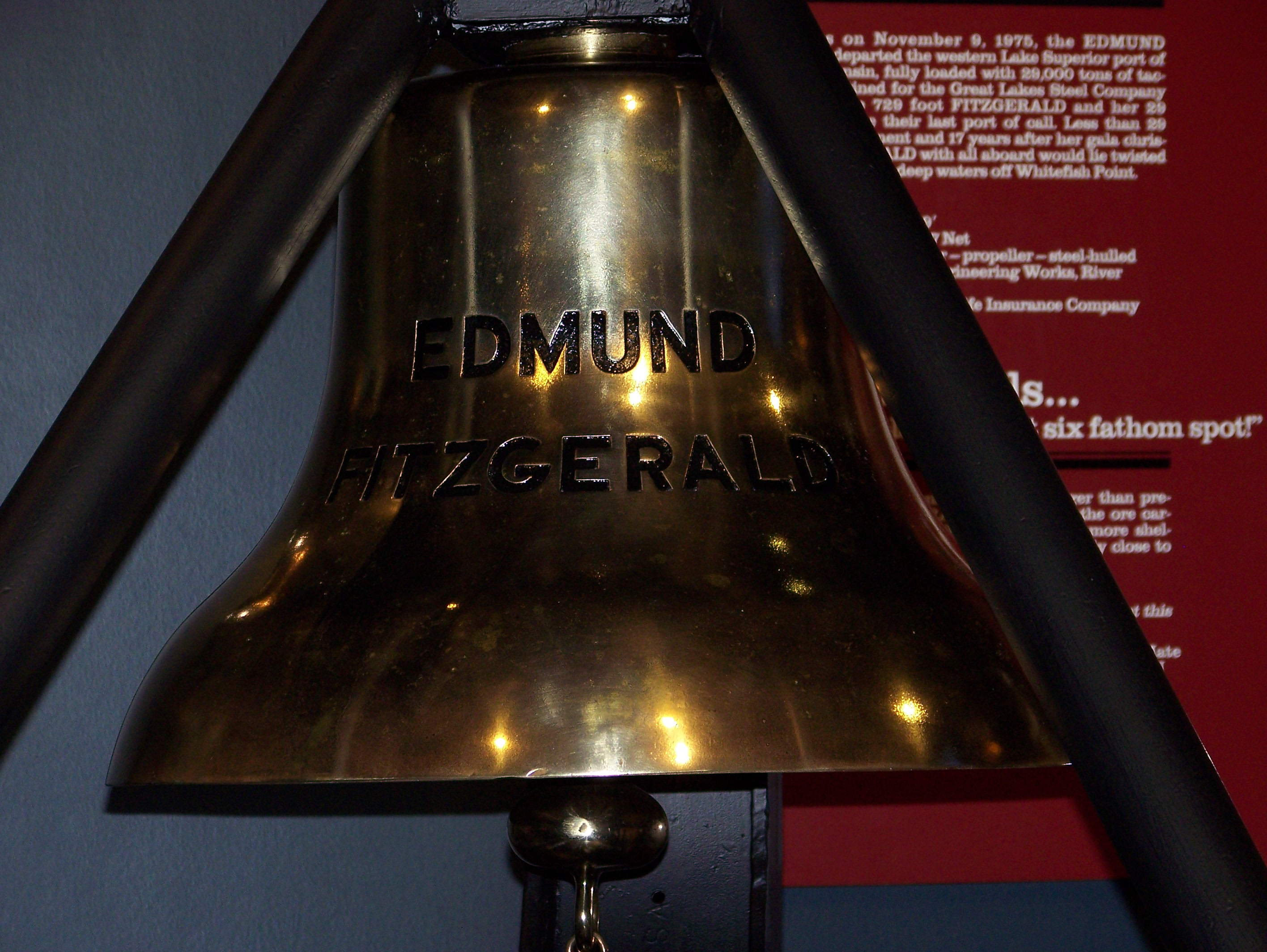
La cloche du SS Edmund Fitzgerald

Musée : Il a ouvert ses premières expositions de musée au public en 1985. En 1986, la société a obtenu des fonds et construit le Great Lakes Shipwreck Museum. Le musée est le deuxième plus grand bâtiment de Whitefish Point. Le musée présente des artefacts récupérés des épaves locales et aussi des artefacts prêtés par l'État du Michigan provenant des épaves suivantes dans la réserve sous-marine de Whitefish Point : SS Comet (1857) (en), SS John B. Cowle (1902) (en), SS M.M. Drake (1882) (en), SS Samuel Mather (1887) (en), Miztec, SS Myron (en), Niagara, John M. Osborn (en), SS Sagamore, SS Superior City (en), et Vienna.
Bâtiment de la boutique de cadeaux et bâtiment administratif : Il est le plus grand bâtiment de Whitefish Point, construit en 1999 par le GLSHS. Le niveau principal est utilisé comme une boutique de cadeaux GLSHS, le niveau inférieur a des toilettes publiques et le niveau supérieur est utilisé pour les bureaux GLSHS.

## Structures historiques

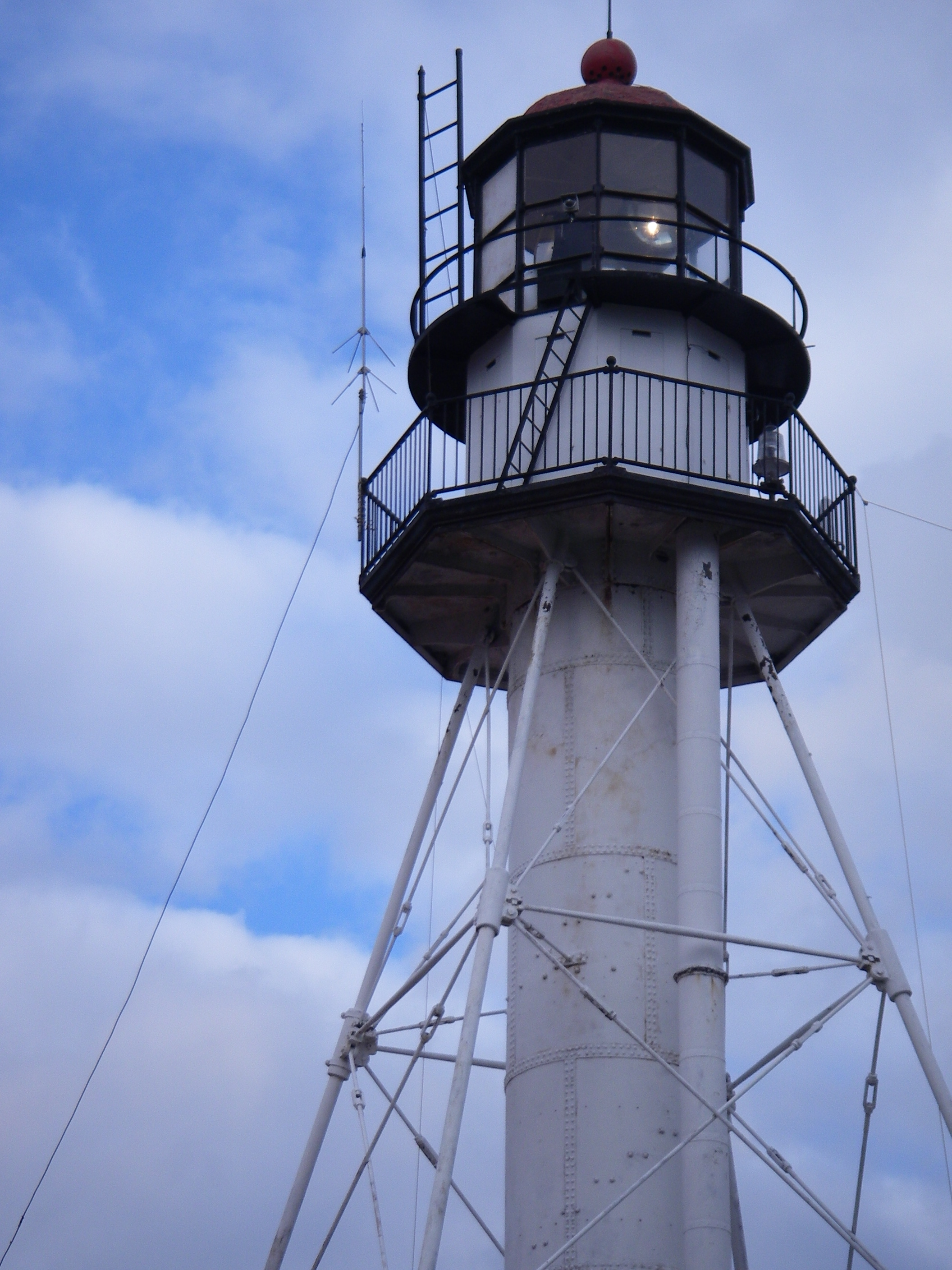
Tour de phare de Whitefish Point en 2007 avant le début de la restauration

Tour d'éclairage : la première tour d'éclairage a été construite en pierre en 1848 et sa lentille utilisait de l'huile de baleine pour produire une lumière. La tour de pierre s'est avérée inadéquate contre les tempêtes du lac Supérieur. En 1861, elle a été remplacée par l'actuelle tour d'acier par ordre du président Lincoln. Au fil des ans, la lumière avait plusieurs lentilles différentes. La lentille aérobalise Crouse & Hinds installée en 1968 a été remplacée en 2011 par une lanterne à diodes électroluminescentes (DEL) avec une portée réduite de 15 milles marins (28 km). En 2010, le GLSHS a commencé à autoriser le public à escalader le phare après le retrait de l'équipement de navigation à haute tension de la Garde côtière. Le feu de Whitefish Point a été automatisé en 1971 mais reste une aide active à la navigation.
Bâtiment de signal de brume : le bâtiment de corne de brume d'origine a été détruit lors d'une tempête en 1935. Le bâtiment a été remplacé par une structure en briques en 1937 qui fut utilisée pour abriter des chaudières à vapeur, des appareils de chronométrage, des équipements radio, des générateurs diesel et des équipements de fonctionnement 3 grands klaxons diaphones jusqu'en 1982. La Garde côtière a remplacé les klaxons par une corne de brume électronique en 1983. La Garde côtière a arrêté les signaux de brume de Whitefish Point en 1995.
Tour de guet : elle a été construite à la station de sauvetage de Whitefish Point en 1923 pour une surveillance de 24 heures pendant la saison de navigation. Elle a été abandonnée par la Garde côtière en 1955. Le GLSHS a déplacé la tour de guet à son emplacement actuel et l'a restaurée en 1998. Elle n'est pas ouverte au public.
Quartiers du gardien de phare : ce bâtiment à ossature de deux étages a été construit à l'origine en 1861 comme logement pour le gardien de phare et sa famille. Son intérieur a ensuite été reconstruit en duplex pour deux familles pour abriter également le gardien de phare adjoint et sa famille. Il a abrité le personnel de la Garde côtière jusqu'en 1970. En 1996, après restauration dans son état d'époque de 1920, il a été ouvert au public avec un droit d'entrée au musée.
Quartiers du chef adjoint des garde-côtes américains : cette habitation à deux étages a été construite en 1925 pour le chef du phare et sa famille. Le GLSHS a exposé des artefacts de naufrages dans le premier étage de ce bâtiment de 1985 jusqu'à la construction du musée en 1987. Le premier étage du bâtiment est maintenant utilisé comme théâtre de 35 places qui montre une vidéo de 20 minutes sur le SS Edmund Fitzgerald dans le cadre de la visite du musée.
Quartiers des équipages : l'emplacement d'origine de ce bâtiment à ossature de deux étages était menacé par l'érosion des rives. Il a été vendu à des propriétaires privés et déplacé de la station de phare de Whitefish Point. Le GLSHS a acheté le bâtiment en 1990 et l'a déplacé vers un nouvel emplacement pour se conformer à la zone historique créée par SHPO. Rénové, ce bâtiment n'est pas ouvert au grand public.
Hangar à bateaux : la Garde côtière a construit trois hangars à bateaux à Whitefish Point. On pense que le seul hangar à bateaux restant a été déplacé à son emplacement actuel dans les années 1950. Rénové en 2001, le bâtiment abrite une réplique grandeur nature du bateau de type Beebe-McClellan de 7,9 m  et des expositions sur le US Life-Saving Service et la US Coast Guard Rescue Station dans le cadre de la visite du musée pour un droit d'entrée.
Bâtiment de stockage de charpente : la Garde côtière a construit ce bâtiment pour le stockage de bois de chauffage. GLSHS l'utilise comme boutique de cadeaux.
Garage du chef : la Garde côtière a construit un garage pour 3 voitures en 1940 qui est resté au même endroit. Le WPBO utilise le bâtiment comme boutique de cadeaux « Owls Roost », un laboratoire de baguage d'oiseaux et une base pour des visites éducatives.
Autres structures historiques : une lampe à huile en acier de 1861 et un local à carburant de 1910 sont restées sur le site depuis leur construction. Ils ont été utilisés pour stocker des sources de combustible pour la lumière avant qu'elle ne soit électrifiée en 1931.

## Autres lieux caractéristiques

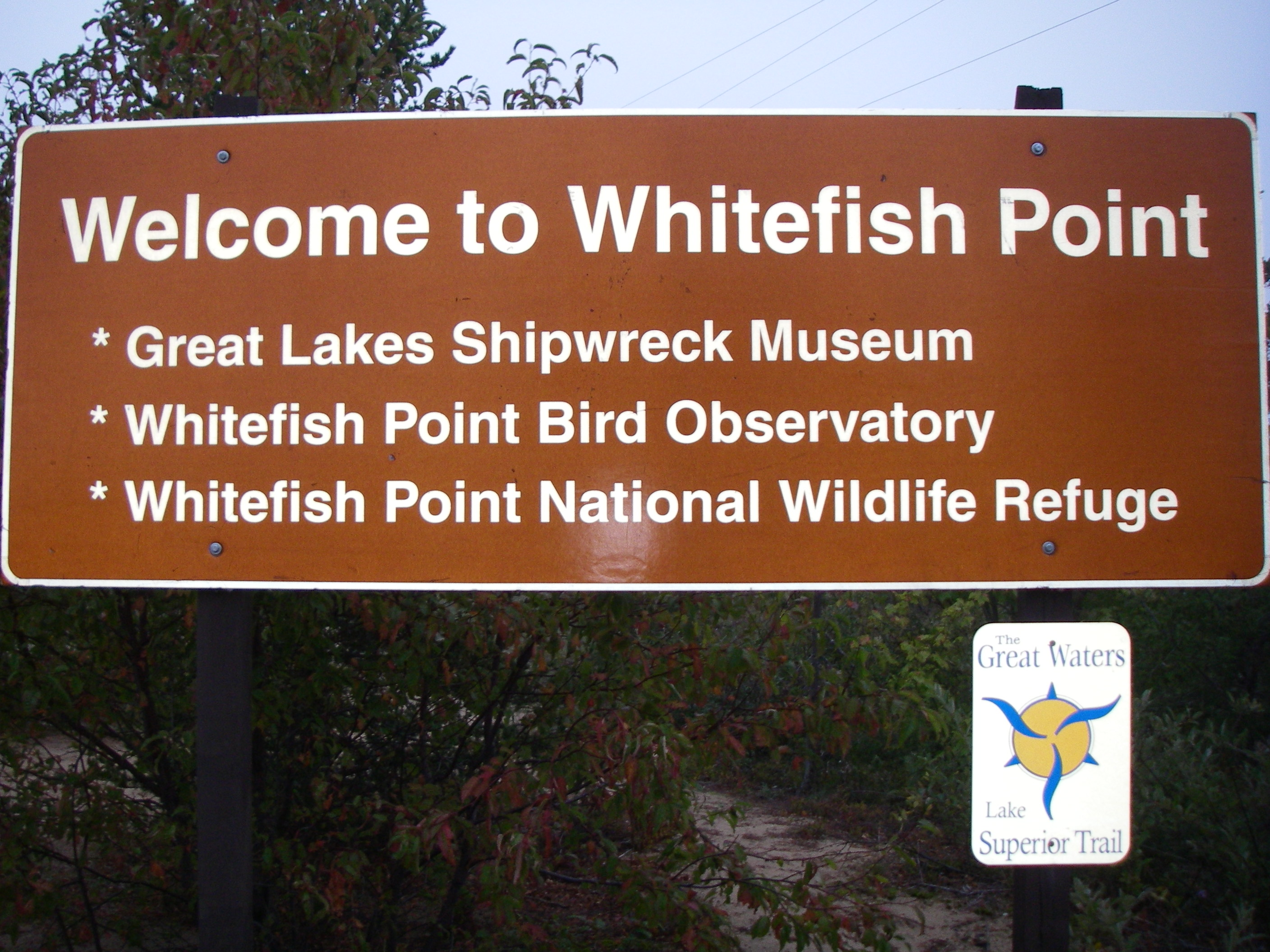
U.S. Fish and Wildlife Service à Whitefish Point

Whitefish Point est un endroit populaire pour les observateurs de navires, les ornithologues et les collectionneurs de roches. Les caractéristiques importantes incluent :
- Seney National Wildlife Refuge (en) : L'USFWS gère les 13 ha qui lui ont été transférés de l'ancienne station de phare de Whitefish Point dans le cadre du refuge faunique national de Seney. En collaboration avec le WPBO et d'autres groupes de conservation, l'USFWS a ajouté 8,03 ha et plus de 300 m de rivage du lac Supérieur en tant qu'habitat essentiel du pluvier siffleur le 30 août 2012[6]. Le territoire de l'unité de Whitefish Point est un « complexe de dunes boisées et de houle » qui est distinctif de la région des Grands Lacs. Whitefish Point est sur une voie migratoire mondiale. Les données recueillies par le WPBO ont conduit à l'établissement de Whitefish Point comme zone d'importance mondiale pour les oiseaux.
- Whitefish Point Bird Observatory (en) fonctionne comme un centre d'éducation et de recherche affilié à but non lucratif de la Société nationale Audubon à Whitefish Point[7].

## Galerie
|                          |
| Whitefish Pointe Station |

|                            |
| Réplique de Beebe-McCellan |

|                                  |
| Maquette du SS Edmund Fitzgerald |

|                      |
| Observatoire du WPBO |